# Jorge Pabán
Jorge Luís Pabán López, auch: Jorge Paván, (* 29. September 1981 in Havanna) ist ein kubanisch-italienischer Handballspieler. Der 1,95 m große rechte Rückraumspieler spielt seit 2021 für den Schweizer Erstligisten RTV 1879 Basel.

## Karriere

### Verein
Jorge Pabán spielte in seiner kubanischen Heimat zunächst für den CB Mariel. Im Jahr 2008 gelang ihm der Sprung nach Europa, wo er in der Saison 2008/09 mit dem italienischen Verein Pallamano Conversano den italienischen Pokal gewann und am EHF-Pokal teilnahm. 2009 wechselte der Linkshänder in die spanische Liga ASOBAL zu BM Ciudad Encantada. Dort gehörte er zu den torgefährlichsten Spielern und wurde in der Saison 2011/12 mit 191 Toren Torschützenkönig. Daraufhin nahm ihn der Ligarivale CB Ciudad de Logroño unter Vertrag. Mit  diesem spielte er im EHF-Pokal 2012/13 und in der EHF Champions League 2013/14. In der Liga erreichte er mit Logroño den dritten und zweiten Platz. Nach zwei Jahren schloss er sich dem al-Rayyan SC in Katar an, mit dem er dreimal in Folge Dritter der katarischen Liga wurde. Ab 2017 stand Pabán beim spanischen Erstligisten CB Benidorm unter Vertrag, mit dem er an der EHF European League 2020/21 teilnahm. In der Liga ASOBAL erzielte der Rückraumspieler insgesamt 1016 Treffer in 206 Partien.
Im November 2020 wechselte er in die Schweiz zum Erstligisten GC Amicitia Zürich. Mit Zürich als Tabellenvorletztem musste er in die Abstiegsrunde, wo das Team die Klasse halten konnte. Dennoch ging er zum Erstligisten RTV 1879 Basel, mit dem er erneut in die Playout-Runde musste und erneut die Klasse hielt.

### Nationalmannschaft
Pabán stand im Aufgebot der kubanischen Nationalmannschaft, so bei den Panamerikanischen Spielen 2019.